# Filosofia, ara!
Filosofia, ara! é uma revista acadêmica de filosofia catalã.

## Descrição
Filosofia, ara! foi fundada em dezembro de 2015 na Catalunha. A revista é coordenada por Xavier Serra Besalú e Anna Sarsanedas Darnés e se inspira nas publicações Philosophie Magazine e Philosophy Now. É publicado duas vezes por ano e visa principalmente a estudantes do ensino médio, universitários e pós-universitários, professores e outras pessoas interessadas em filosofia. O primeiro número foi dedicado aos filósofos incluídos no programa do Exame de História da Filosofia do Vestibular da Catalunha de 2015 (Platão, René Descartes, John Locke, John Stuart Mill e Friedrich Nietzsche).
Cada número da revista inclui uma série de artigos dedicados a um tema específico. Também inclui outras seções com artigos gerais, resenhas, documentação, traduções, relatos de experiências educacionais bem-sucedidas, uma área dedicada a jovens autores e uma contracapa que ilustra a vitalidade da filosofia na Catalunha.